# Quebrada Pachingo
Quebrada Pachingo är ett vattendrag i Chile.   Det ligger i regionen Región de Coquimbo, i den centrala delen av landet, 400 km norr om huvudstaden Santiago de Chile.
Omgivningarna runt Quebrada Pachingo är i huvudsak ett öppet busklandskap. Runt Quebrada Pachingo är det ganska tätbefolkat, med 83 invånare per kvadratkilometer.